# Vallières-lès-Metz
Vallières-lès-Metz (deutsch 1915–1918 und 1940–1944 Wallern) ist ein Stadtteil der Stadt Metz im Département Moselle in der französischen Region Grand Est (bis 2015 Lothringen), der 1961 durch Eingemeindung des gleichnamigen Dorfs entstanden ist.

## Geographie
Der Stadtteil Vallières der Stadt Metz in Lothringen liegt am gleichnamigen Bach, etwa dreieinhalb Kilometer östlich des Stadtkerns von  Metz. 

## Geschichte

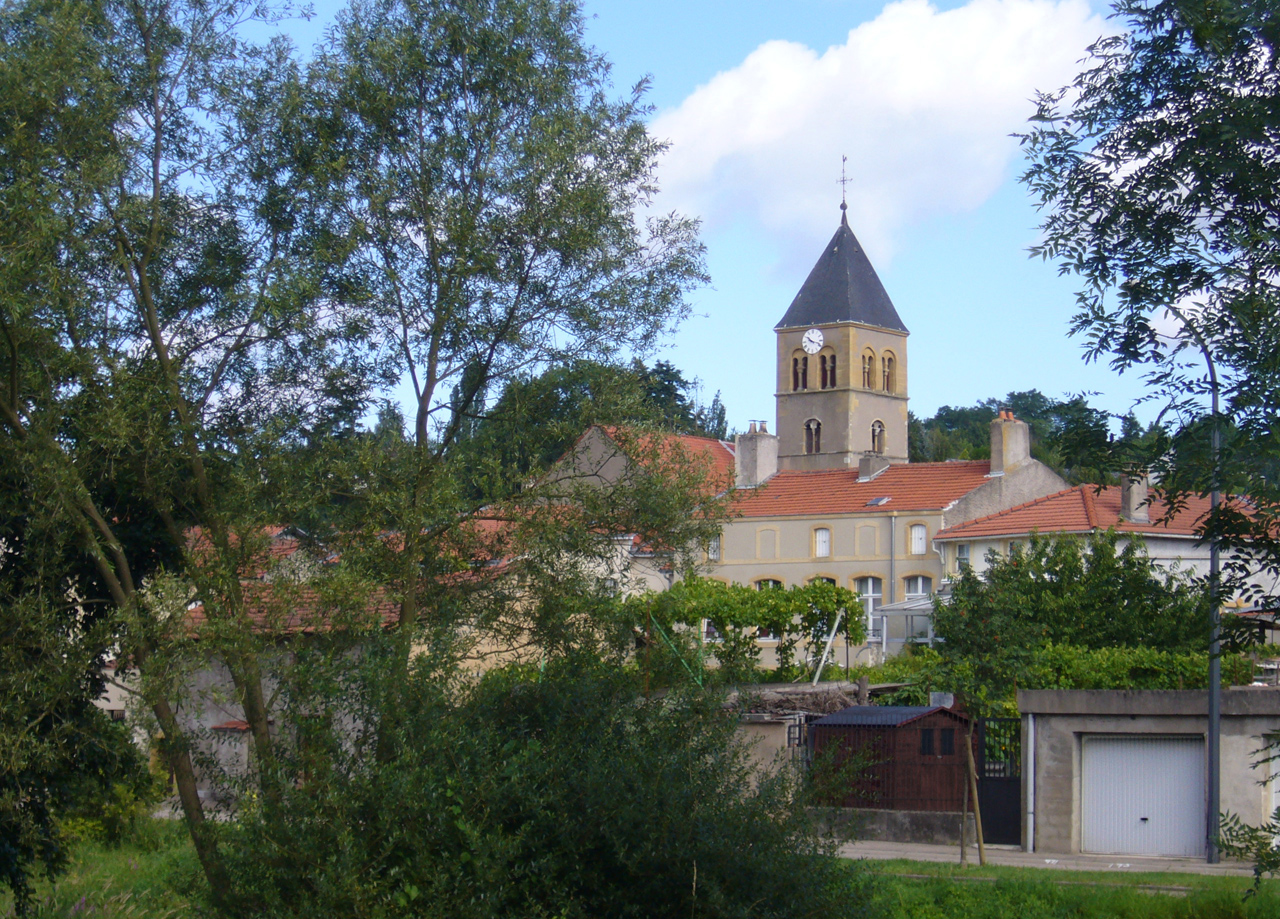
Ortsansicht

Kirchdorf Vallières am gleichnamigen Bach, östlich der Stadt Metz, auf einem Plan der Umgebung von Metz um 1900

Das frühere Dorf Vallières gehörte einst zum Bistum Metz. Beispiele älterer Ortsbezeichnungen sind Wallerias (1053), Valeria (1177), Valerie (1178), Valeriae (1181), Aleriae (1192) und Valièries (14. Jh.).
Durch den Frieden von Frankfurt vom 10. Mai 1871 kam die Region mit Vallières an das deutsche Reichsland Elsaß-Lothringen und wurde dem Landkreis Metz im Bezirk Lothringen zugeordnet. Im 19. Jahrhundert hatte das Dorf Getreide-, Obst-, Gemüse- und Weinbau, eine Getreidemühle, Kalköfen, Ziegeleien, ein Sägewerk sowie eine Leim- und Parkettfabrik und eine Gerberei. Am Anfang des 20. Jahrhunderts wird ein Steinbruch erwähnt.
Auf der Gemarkung von Vallières liegt westlich des Ortskerns der Weiler Bordes. An der Stelle des Wirtshauses, das sich hier im 19. Jahrhundert an der Straße nach Saarbrücken befand, war 1272–1279 ein Leprosenhaus, das 1321 mit dem St.-Nikolaus-Hospital in Metz vereinigt wurde und 1444 verbrannte.
Nach dem Ersten Weltkrieg musste die Region aufgrund der Bestimmungen des Versailler Vertrags 1919 an Frankreich abgetreten werden. Während des Zweiten Weltkriegs besetzte die deutsche Wehrmacht die Region. Ende 1944 wurde Vallières von westalliierten Streitkräften eingenommen.
Am 9. Dezember 1961 wurde Vallières in die Stadt Metz eingemeindet.

### Demographie
| Jahr | Einwohner | Anmerkungen |
| ---- | --------- | --- |
| 1793 | 501       | [ 5 ] |
| 1821 | 524       | [ 5 ] |
| 1841 | 662       | [ 5 ] |
| 1861 | 533       | [ 3 ] [ 5 ] |
| 1871 | 711       | auf einer Fläche von 292 ha, in 116 Häusern mit 197 Familien, darunter elf Evangelische und zehn Juden                                                      |
| 1880 | 592       | auf einer Fläche von 292 ha mit 117 Häusern, davon 584 Katholiken und acht Evangelische                                                                     |
| 1885 | 539       | [ 9 ] [ 10 ] |
| 1890 | 670       | in 127 Häusern mit 158 Haushaltungen, davon 662 Katholiken, sechs Protestanten und zwei Personen ohne Angabe des Glaubensbekenntnisses (eine Militärperson) |
| 1910 | 912       | [ 4 ] [ 11 ] |

| Jahr      | 1921 | 1926 | 1931 | 1936 | 1946 | 1954 |
| Einwohner | 753  | 879  | 977  | 1073 | 1099 | 1129 |

### Sehenswürdigkeiten
- Kirche St. Luzius mit romanischen Chorturm aus dem 12. Jahrhundert, Relikt einer 1759 abgebrochenen und durch einen Neubau ersetzten Kirche[2]

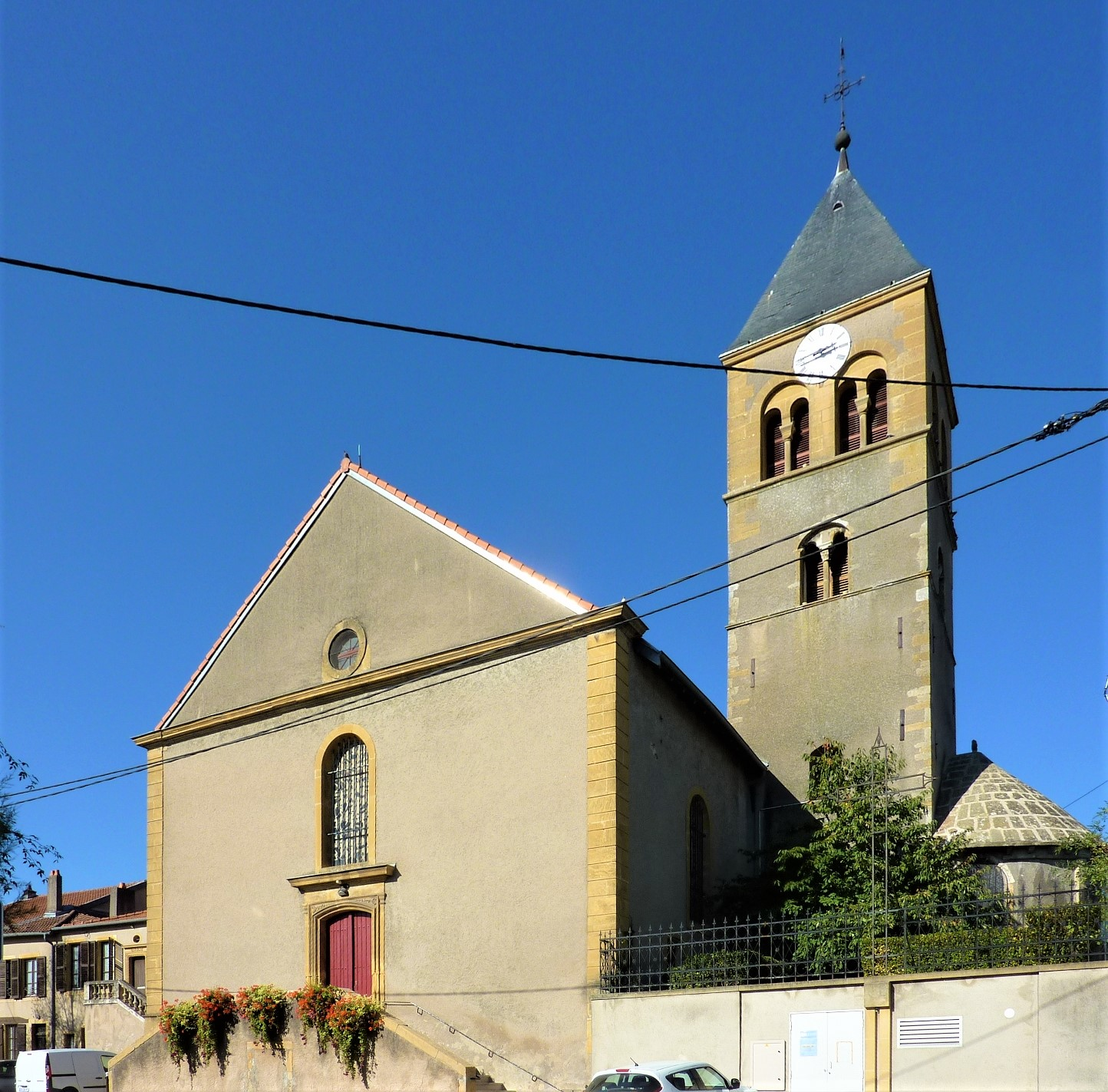
Kirche St. Luzius
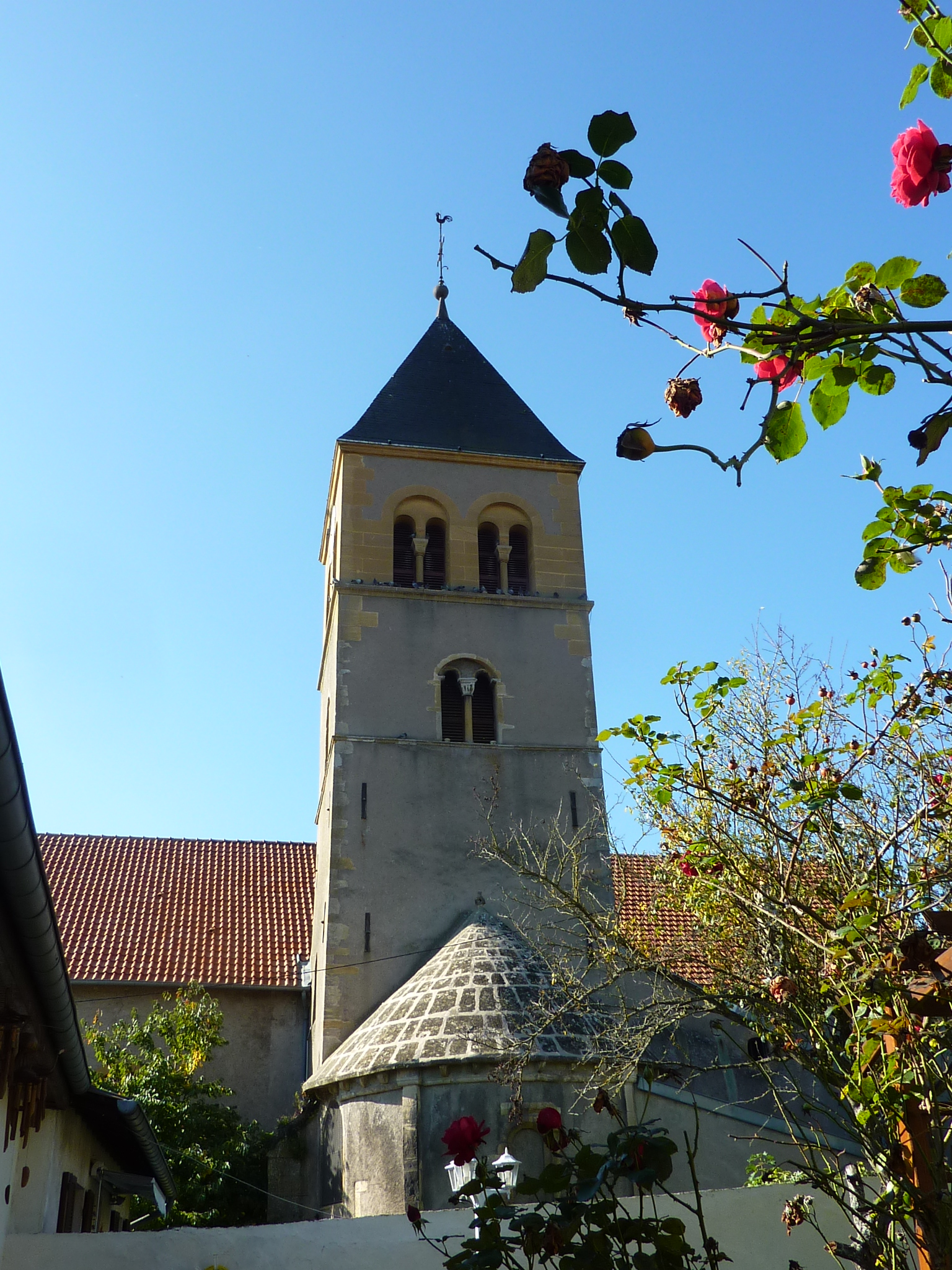
Chorturm mit Apsis
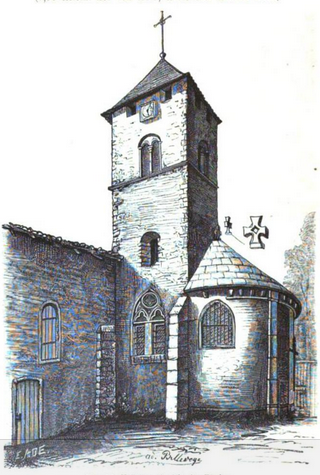
Zeichnung von Chorturm und Apsis aus dem 19. Jahrhundert